# Zorzines godavariensis
Zorzines godavariensis är en fjärilsart som beskrevs av Inoue 1992. Zorzines godavariensis ingår i släktet Zorzines och familjen nattflyn. Inga underarter finns listade i Catalogue of Life.